# Christian Hebbe den äldre

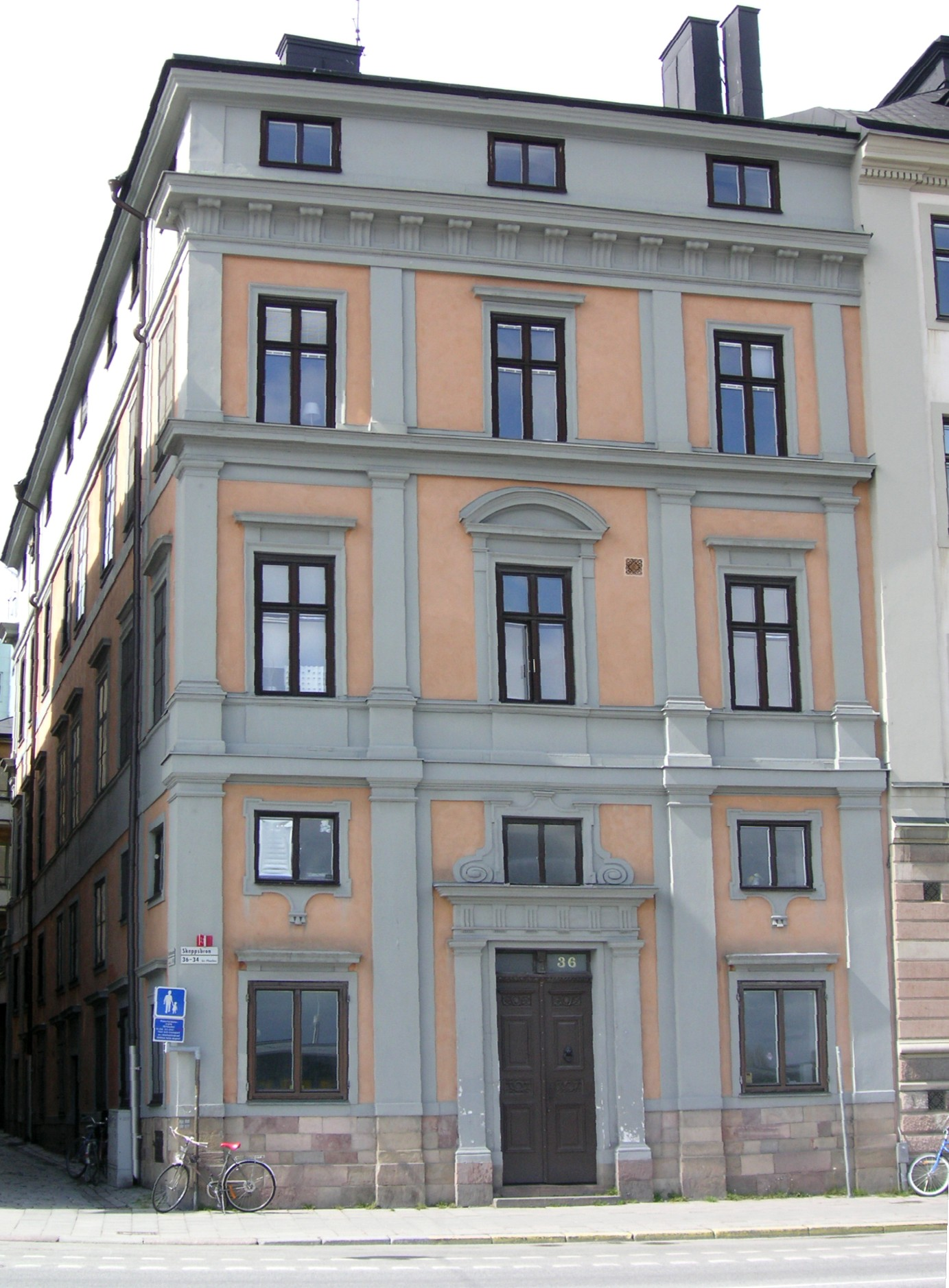
"Thunska palatset", även kallat "Hebbeska huset" vid Skeppsbron 36.

Christian Hebbe den äldre , född 29 september 1698 i Greifswald, död 1762, var en svensk grosshandlare verksam i Stockholm, invandrad från Greifswald på 1710-talet. Han räknas som den svenska släkten Hebbes stamfader. Grundade handelshuset Chr. Hebbe & söner.
Christian Hebbes far, Erdman Hebbe, var skomakarålderman i Greifswald och tillhörde en gammal siebenbürgisk adelssläkt som blivit protestanter. Ungefär vid 18 års ålder, omkring 1710, skickades Christian Hebbe till Stockholm, där morbrodern Johan Kruse var spannmålshandlare. Snart gick Christian Hebbe i lära hos grosshandlaren G.B. von Schewen som hade sin verksamhet i huset vid Skeppsbron 16. I början av 1720-talet övertog Hebbe von Schewens företag. Han nådde snabbt välstånd och gifte sig 1725 med en av Simon Fredrik Küsels dötter. Familjen Küsel som härstammade från Lübeck var en annan känd och framgångsrik Skeppsbrodynasti i 1700-talets Stockholm.
År 1733 köpte Christian Hebbe  Thuenska huset vid Skeppsbron 36 av häradshövding Lars Stiernmarks dotter.  Här grundade handelshuset Chr. Hebbe & söner, som två av hans söner övertog och utvecklade. Hebbe själv var en framgångsrik affärsman som hade medfinansierat finska och polska fälttåg. Han efterlämnade en stor förmögenhet samt gods och två Skeppsbrohus. I Svenska Ostindiska Companiet ägde han  31 aktier, hans son Simon Bernhard Hebbe blev så småningom direktör där.
Christian Hebbe var far till fyra söner, däribland Simon Bernhard Hebbe, Christian Hebbe den yngre och Johan Fredrik Hebbe.